# Сергеевский сельсовет (Башкортостан)
Сергеевский сельсове́т — упразднённая в 2008 году административно-территориальная единица и сельское поселение (тип муниципального образования) в составе Буздякского района. Почтовый индекс — 452719. Код ОКАТО — 80217835000. Объединён с сельским поселением Буздякский сельсовет.

## Состав сельсовета
село Сергеевка — административный центр, село Восточное, деревни Туктаркуль, деревня Хозяйства Заготскота (Хозяйства Заготскота)

## История
Закон Республики Башкортостан от 19.11.2008 N 49-з «Об изменениях в административно-территориальном устройстве Республики Башкортостан в связи с объединением отдельных сельсоветов и передачей населённых пунктов», ст.1 п. 14) г) гласил:

 "Внести следующие изменения в административно-территориальное устройство Республики Башкортостан:
 объединить Буздякский и Сергеевский сельсоветы с сохранением наименования «Буздякский» с административным центром в селе Буздяк.
Включить сёла Восточное, Сергеевка, деревни Туктаркуль, хозяйства
заготскота Сергеевского сельсовета в состав Буздякского сельсовета.

Утвердить границы Буздякского сельсовета согласно представленной схематической карте.

Исключить из учётных данных Сергеевский сельсовет
На 2008 год граничил с Благоварским районом, с муниципальными образованиями: Каранский сельсовет, Арслановский сельсовет, Уртакульский сельсовет, Буздякский сельсовет, Гафурийский сельсовет («Закон Республики Башкортостан от 17.12.2004 N 126-з (ред. от 19.11.2008) „О границах, статусе и административных центрах муниципальных образований в Республике Башкортостан“»).